# 藤岡要
藤岡 要（ふじおか かなめ）は、株式会社カプコン所属のゲームクリエイター。

## 経歴
創造社デザイン専門学校イラストレーション科を卒業した後、1993年にカプコンに入社。アーケード用2D対戦型格闘ゲームのグラフィックデザイナーを経て、『モンスターハンター』の開発に参加。当初はデザイナーの取りまとめ役だったが、ディレクターに抜擢され、以降も複数の作品のディレクターを担当している。

## 代表的な作品

### グラフィックデザイナー
- スーパーマッスルボマー（1994年）
- ヴァンパイア ハンター（1995年）
- ウォーザード（1996年）
- ストリートファイターZERO3（1998年）
- ジョジョの奇妙な冒険（1998年）
- ジョジョの奇妙な冒険 未来への遺産（1999年）
- カプコン バーサス エス・エヌ・ケイ ミレニアムファイト 2000（2000年）
- CAPCOM VS. SNK 2 MILLIONAIRE FIGHTING 2001（2001年）
- ジョジョの奇妙な冒険 黄金の旋風（2002年）

### ディレクター
スタッフクレジットはKANAME。
- モンスターハンター（2004年）
- モンスターハンターG（2005年）
- モンスターハンター2（2006年）
- モンスターハンター3（2009年）
- モンスターハンター3G（2011年）
- モンスターハンター4（2013年）
- モンスターハンターワールド（2018年）

### アートディレクター
- ストリートファイター6（2023年）
- モンスターハンターワイルズ（2025年）※エグゼクティブ・ディレクター